# バハルダール

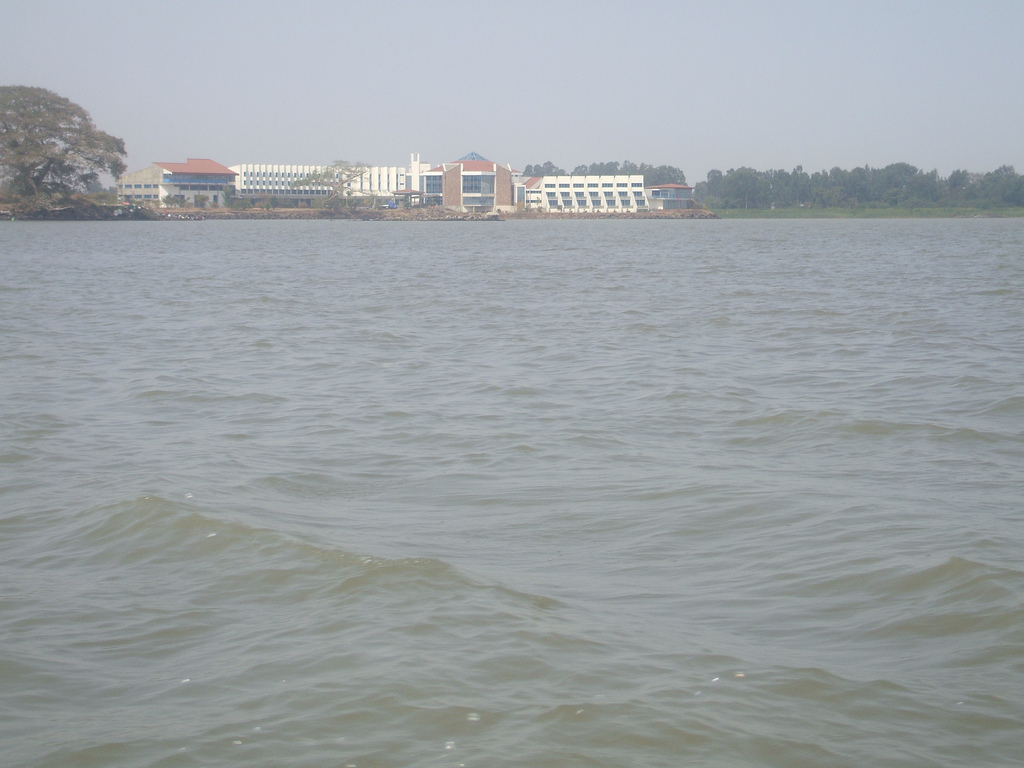
バハルダールのリゾート・ホテル

バハルダール (アムハラ語: ባሕር ዳር) はエチオピア北西部のアムハラ州の州都。
青ナイル川の源流のタナ湖の南岸に位置する。
2002年にはUNESCOの平和都市賞を受賞した。
首都アディスアベバから約578 km北北西に位置する。
2015年の人口は24万3300人。

## 気候
| バハルダール (1981年 - 2010年)の気候         | バハルダール (1981年 - 2010年)の気候 | バハルダール (1981年 - 2010年)の気候 | バハルダール (1981年 - 2010年)の気候 | バハルダール (1981年 - 2010年)の気候 | バハルダール (1981年 - 2010年)の気候 | バハルダール (1981年 - 2010年)の気候 | バハルダール (1981年 - 2010年)の気候 | バハルダール (1981年 - 2010年)の気候 | バハルダール (1981年 - 2010年)の気候 | バハルダール (1981年 - 2010年)の気候 | バハルダール (1981年 - 2010年)の気候 | バハルダール (1981年 - 2010年)の気候 | バハルダール (1981年 - 2010年)の気候 |
| 月                                           | 1月                                  | 2月                                  | 3月                                  | 4月                                  | 5月                                  | 6月                                  | 7月                                  | 8月                                  | 9月                                  | 10月                                 | 11月                                 | 12月                                 | 年                                   |
| -------------------------------------------- | ------------------------------------ | ------------------------------------ | ------------------------------------ | ------------------------------------ | ------------------------------------ | ------------------------------------ | ------------------------------------ | ------------------------------------ | ------------------------------------ | ------------------------------------ | ------------------------------------ | ------------------------------------ | ------------------------------------ |
| 最高気温記録 °C （°F）                       | 37 (99)                              | 36 (97)                              | 36 (97)                              | 38 (100)                             | 38 (100)                             | 32 (90)                              | 30 (86)                              | 29 (84)                              | 29 (84)                              | 35 (95)                              | 35 (95)                              | 33 (91)                              | 38 (100)                             |
| 平均最高気温 °C （°F）                       | 29 (84)                              | 31 (88)                              | 32 (90)                              | 32 (90)                              | 32 (90)                              | 29 (84)                              | 26 (79)                              | 25 (77)                              | 26 (79)                              | 27 (81)                              | 28 (82)                              | 28 (82)                              | 28.8 (83.8)                          |
| 平均最低気温 °C （°F）                       | 8 (46)                               | 9 (48)                               | 11 (52)                              | 13 (55)                              | 13 (55)                              | 13 (55)                              | 13 (55)                              | 13 (55)                              | 12 (54)                              | 12 (54)                              | 10 (50)                              | 8 (46)                               | 11.3 (52.1)                          |
| 最低気温記録 °C （°F）                       | 8 (46)                               | 8 (46)                               | 9 (48)                               | 5 (41)                               | 6 (43)                               | 10 (50)                              | 9 (48)                               | 8 (46)                               | 7 (45)                               | 7 (45)                               | 9 (48)                               | 6 (43)                               | 5 (41)                               |
| 雨量 mm （inch）                             | 2 (0.08)                             | 2 (0.08)                             | 12 (0.47)                            | 28 (1.1)                             | 80 (3.15)                            | 205 (8.07)                           | 396 (15.59)                          | 375 (14.76)                          | 211 (8.31)                           | 87 (3.43)                            | 12 (0.47)                            | 6 (0.24)                             | 1,416 (55.75)                        |
| 平均降雨日数 （≥0.1 mm）                     | 1                                    | 1                                    | 2                                    | 3                                    | 10                                   | 18                                   | 28                                   | 28                                   | 20                                   | 10                                   | 3                                    | 1                                    | 125                                  |
| 出典1：World Meteorological Organisation     |                                      |                                      |                                      |                                      |                                      |                                      |                                      |                                      |                                      |                                      |                                      |                                      |                                      |
| 出典2：National Meteorology Agency (records) |                                      |                                      |                                      |                                      |                                      |                                      |                                      |                                      |                                      |                                      |                                      |                                      |                                      |

## 歴史
16世紀 - 17世紀、バハルダールが誕生した。
スペイン・ハプスブルク朝出身の建築家のペドロ・パエス (1564年 - 1622年) が活躍した。
19世紀中盤、テオドロス2世 (1818年 - 1868年) が軍を駐屯させたが、兵士の間でコレラが流行した為、ベゲムデルに移動させた。
1937年4月23日、第二次エチオピア戦争の中でイタリア王国軍がゴンダールからバハルダールに進軍し、占領した。
1940年10月21日 - 22日、イギリス空軍がバハルダールを空襲した。
1941年4月27日、イタリア王国軍が撤収した。
ハイレ・セラシエ1世 (1892年 - 1975年) の宮殿の1つがバハルダールに位置し、遷都も考えられていた。
1961年6月15日、バハルダールの3 km北で、青ナイル川に226 mの橋が架けられた。
1963年、ソ連が290万ブルをかけて技術大学を建設した。
農業機械、産業化学、電気、木工、加工、繊維、金属専攻が設置された。
1988年5月、エチオピア内戦の中で、第三革命軍 (TLA) の603兵団の本部が置かれた。
1990年3月3日 - 4日、第三革命軍はバハルダールから撤退する際に近くの橋を爆破した。
その後エチオピア人民革命民主戦線 (EPRDF) とデルグが占領した。
2007年1月6日 - 9日、国立投資市場及び貿易祭が開催された。

## 人口
- 1984年5月9日：5万4800人
- 1994年10月11日：9万6140人 (2万857世帯) (男：4万5436人、女：5万704人)
- 2007年5月28日：15万5428人
- 2015年7月1日：24万3300人[8]

## 民族
- アムハラ人：96.23%
- ティグリニャ人（英語版）：1.11%
- オロモ人：1.1%
- その他：1.56%

## 第一言語
- アムハラ語：96.78%
- オロモ語：1.01%
- その他：2.21%

## 宗教
- エチオピア正教会：89.72%
- イスラム教：8.47%
- プロテスタント：1.62%
- その他：0.19%[9]

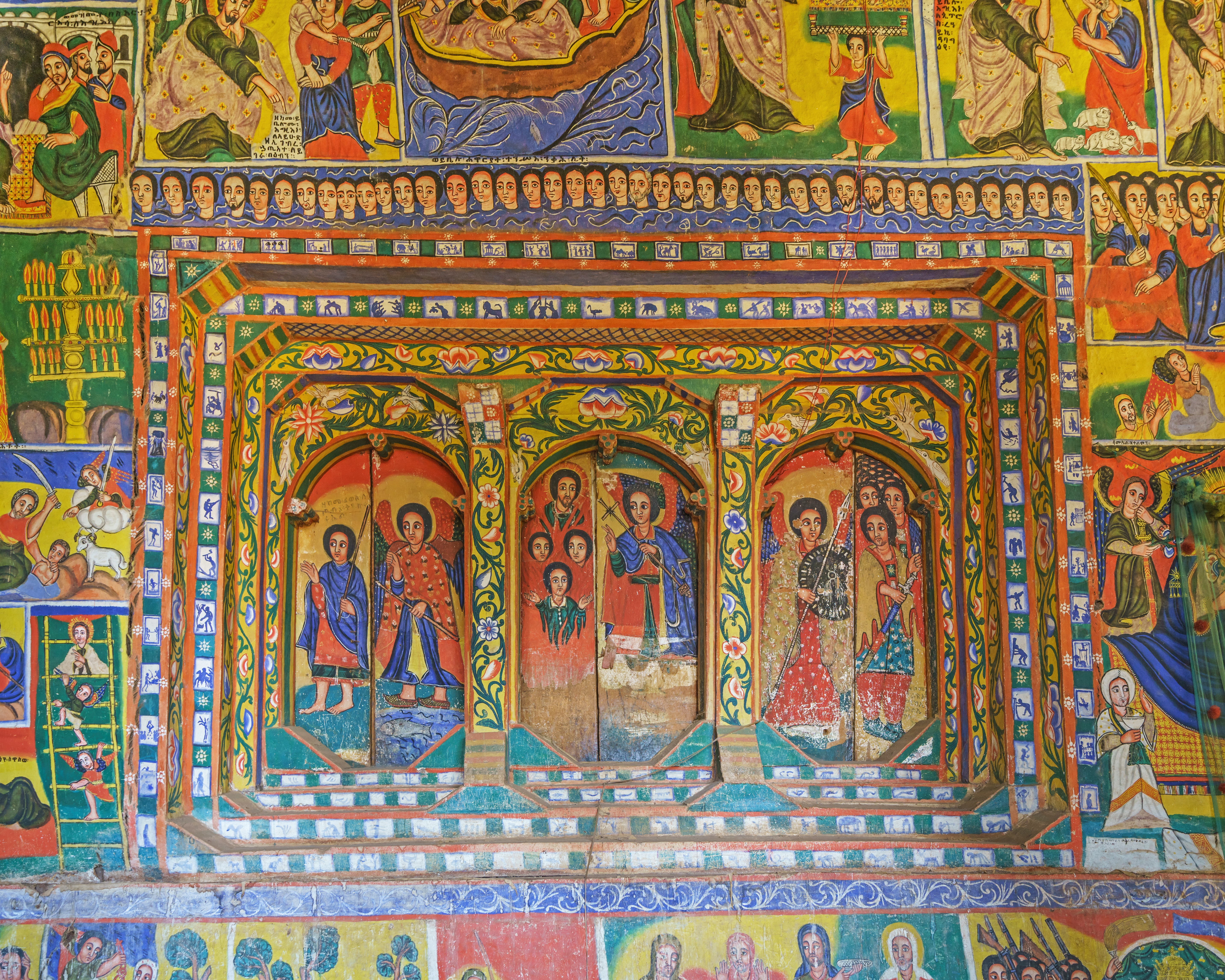
バハルダール近郊のタナ湖の教会の壁画

ゲエズ語で礼拝を行うエチオピア・カトリックの大聖堂が有る。

## 観光地

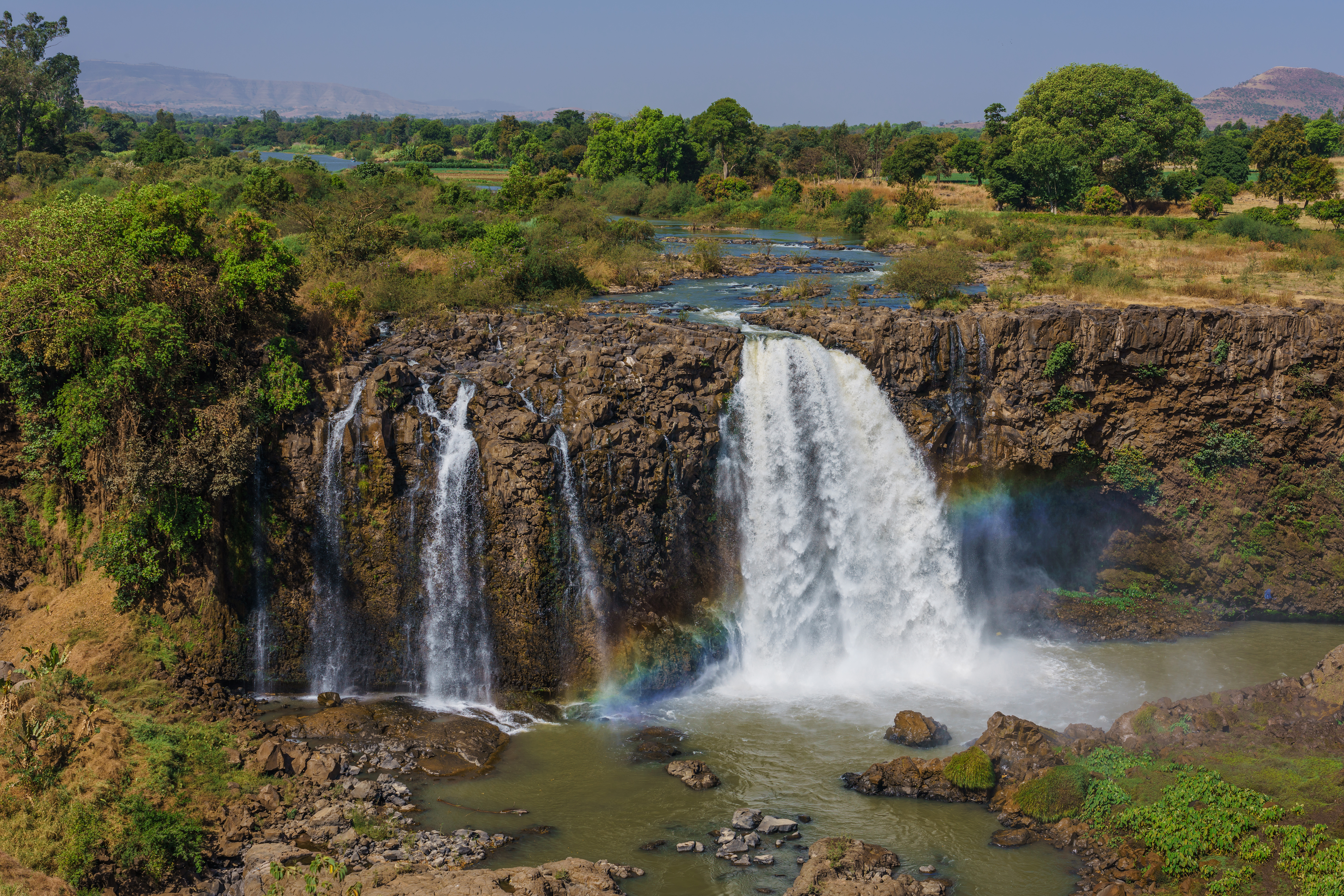
ダム建設前の青ナイル滝

- 青ナイル滝（英語版）：約30 km南

## 教育
- バハルダール大学（英語版）

## 交通

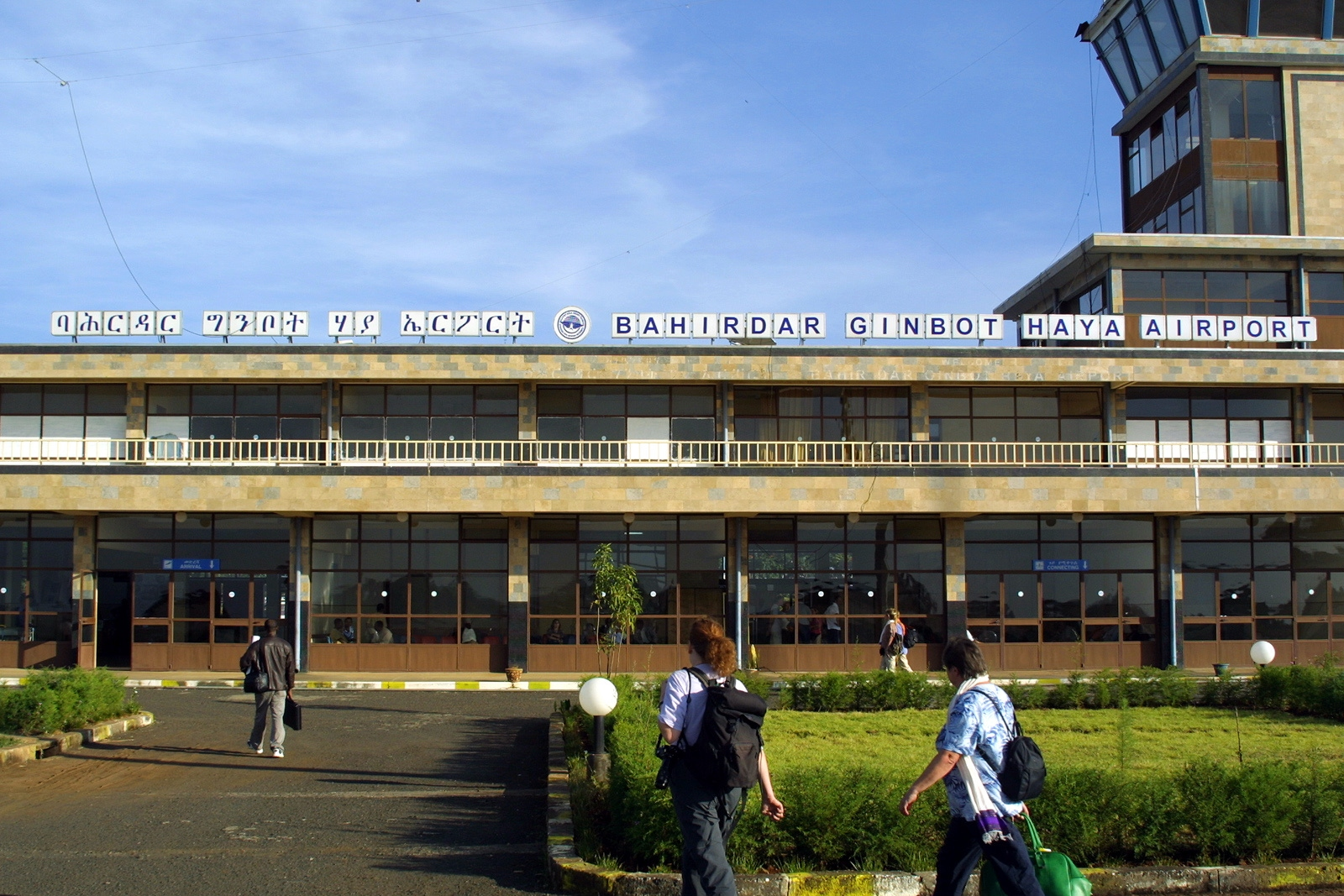
バハルダール空港入口

- バハルダール空港（英語版）

## スポーツ
- バハルダール競技場：6万人収容(国内最大)
- バハルダール大学競技場：1万5000人収容

## 姉妹都市
- クリーブランド (Cleveland)：アメリカ合衆国・オハイオ州 / 2004年 -[10]
- オークランド (Oakland)：アメリカ合衆国・カリフォルニア州 / 2010年 -
- アシュドッド (אַשְׁדּוֹד)：イスラエル・南部地区 / 2011年 -
- マディソン (Madison)：アメリカ合衆国・ウィスコンシン州 / 2018年 -